# چانگ چانگ-سون
چانگ چانگ-سون (انگلیسی: Chang Chang-sun؛ زادهٔ ۱۲ ژوئن ۱۹۴۲) کشتی‌گیر اهل کره جنوبی بود.
از افتخارات وی می‌توان به کسب مدال نقره در بازی‌های المپیک تابستانی ۱۹۶۴ اشاره کرد.